# 车身控制器
车身控制器（英語：body control module，简称），又称为车身电脑（body computer），在汽车工程中是指用于控制车身电器系统的电子控制单元（ECU），是汽车的重要组成部分之一。
车身控制器常见的功能包括控制电动车窗、电动后视镜、空调、大灯、转向灯、防盗锁止系统、中控锁、除霜装置等。车身控制器可以通过总线与其他车载ECU相连。